# Colaranea verutum
Colaranea verutum är en spindelart som först beskrevs av Arthur Urquhart 1887.  Colaranea verutum ingår i släktet Colaranea och familjen hjulspindlar. Inga underarter finns listade i Catalogue of Life.